# Marco Remus
Marco Remus ist ein deutscher DJ und Musikproduzent in der elektronischen Musikszene.

## Leben
1994 startete Marco Remus seine DJ-Karriere. In der Anfangszeit lag der Fokus mehr auf House, aber es war relativ schnell klar, dass seine Leidenschaft mehr zu Chicago- und Detroit-Techno ging.
Seine ersten Auftritte waren im kleineren Rahmen bei privaten Partys in seiner Heimatstadt (Sömmerda) in Ostdeutschland. Durch seine gestiegene Popularität kamen nach kurzer Zeit Clubauftritte im gesamten deutschen Sprachraum dazu, wie zum Beispiel Stammheim in Kassel, Tresor in Berlin, U60311 in Frankfurt am Main, Rohstofflager in Zürich und Zulu Club in Österreich.
Im Jahr 2000 gründete Remus seine eigene Booking-Agentur Stereo 70 und sein eigenes Plattenlabel Nerven Records. Die Booking-Agentur veranstaltet Partys mit jungen und talentierten Nachwuchs-DJs im Osten von Deutschland. Das Plattenlabel schaffte von Beginn an einen guten Start in die Szene und konnte sich mit zahlreichen Releases eine gute Resonanz erarbeiten.
Remus hat zudem zusätzlich auf anderen Labels veröffentlicht, wie zum Beispiel Kidazz.fm, Knedeep, dem Label von DJ Rush.

## Musikstil
Marco Remus ist durch seinen Stil aus harten Beats, mit dem er sein Publikum begeistern kann, bekannt. Sein Stil ist generell zwischen Techno, Minimal und Minimal Techno anzusiedeln.

## Diskografie

### Alben
- Remus Für Die Massen, Nerven Records, 2002
- Neubauten - Das Album, Nerven Records, 2004

### Singles und EPs
- Marco Remus vs. Toxic Twin - East Side Niggaz, Kiddaz.fm, 2001
- Blowjobs E.P., Nerven Records, 2001
- Der Ost Code (The Remixes), Nerven Records, 2001
- Fuck Me I’m Famous, Kiddaz.fm, 2001
- Der Ost Code, Nerven Records, 2001
- Technogladiators, Kiddaz.fm, 2002
- Kopfschüttler E.P., Nerven Records, 2002
- Technogladiators_2, Kiddaz.fm, 2003
- Indian Beast EP, Nerven Records, 2003
- Technogladiator 3, Nerven Records, 2005
- Best Of Edition Vol. 1, Nerven Records, 2007
- New World Order EP, Abstract, 2007
- Butan EP, Nerven Records, 2007
- Dunkle Nacht EP, Steckdose, 2008
- Best Of Edition Vol. 2 Remix, Nerven Records, 2008

### DJ-Mixe
- Marco Remus / DJ Rush - Essential Underground Vol. 02: Berlin / Chicago, DJ-sets.com, 2001
- Palazzo Volume One, T:Classixx, 2003
- Stunde Eins DJ Mix, Killaz, 2005
- Hardtechno Vol. 4, Alphabet City, 2007
- Bilanz 2007, Nerven Records, 2007